# Pypkowo
Pypkowo (kaszub. Pipkòwò) – kolonia w Polsce, w województwie pomorskim, w powiecie kartuskim, w gminie Stężyca.
Miejscowość leży na Kaszubach, na terenie Kaszubskiego Parku Krajobrazowego, nad Jeziorem Stężyckim. Wchodzi w skład sołectwa Stężyca.
Do 2023 miejscowość była częścią wsi Stężyca.
W latach 1975–1998 Pypkowo administracyjnie należało do województwa gdańskiego.
Pypkowo 31 grudnia 2011 r. miało 45 stałych mieszkańców.